# Скопело (Трапани)
Скопело је насеље у Италији у округу Трапани, региону Сицилија.
Према процени из 2011. у насељу је живело 81 становника. Насеље се налази на надморској висини од 63 м.